# Větrobýl jedenapůlstopý
Větrobýl jedenapůlstopý (Angraecum sesquipedale) je tropická rostlina z čeledi vstavačovitých rostoucí na Madagaskaru.

## Výskyt
Větrobýl jedenapůlstopý je endemitním druhem Madagaskaru. Je to epifyt, rostoucí na stromech vlhkých nížinných lesů v blízkosti pobřeží.

## Popis
Větrobýl jedenapůlstopý může být vysoký až 1 m, jeho listy dosahují velikosti až 0,4 m. Bílý, ostře kořenitě vonící květ má 27–43 cm (zhruba jeden a půl stopy, odtud název) dlouhou ostruhu, na jejímž dně je umístěn nektar. Rostlině vydrží pouze několik dnů, poté odkvétá.

## Koevoluce
Když Charles Darwin zkoumal tuto orchidej, předpověděl, že ji může opylovat pouze živočich s proboscisem dlouhým přes 30 cm. Tyto závěry publikoval roku 1862 ve své práci On the Various Contrivances by which British and Foreign Orchids are Fertilised by Insects, and on the Good Effects of Intercrossing a ačkoli byly některými jeho současníky zesměšňovány, roku 1903 byl popsán kýžený lišaj rodu Xanthopan se sosákem dlouhým jako běžné školní pravítko. Koncept větrobýl + lišaj se stal učebnicovým příkladem koevoluce.

## Synonyma
- Aeranthes sesquipedalis
- Angorchis sesquepedalis
- Angorchis sesquipedale
- Macroplectrum sesquipedale
- Mystacidium sesquipedale